# Fort Garland
Fort Garland è un centro abitato degli Stati Uniti situato nella contea di Costilla, nello stato del Colorado. In base al censimento del 2000 la popolazione era di 432 abitanti.

## Geografia fisica
Secondo i rilevamenti dell'United States Census Bureau, Fort Garland si estende su una superficie di 0,7 km².